# ترمس طفري
الترمس الطفري (باللاتينية: Lupinus mutabilis) نوع نباتي يتبع جنس الترمس من الفصيلة البقولية المعروفة بقدرتها على تثبيت النيتروجين الجوي من خلال بكتيريا المستجذرة.

## الوصف النباتي
أوراقه مركبة كفية، تضم كل واحدة منها عدة وريقات.